# Pat Fallon
Pour les articles homonymes, voir Fallon.
Patrick Edward Fallon dit Pat Fallon, né le 19 décembre 1967 à Pittsfield (Massachusetts), est un homme politique américain. Membre du Parti républicain, il est élu du Texas à la Chambre des représentants des États-Unis depuis 2021.

## Biographie

### Jeunesse et carrière professionnelle
Pat Fallon est originaire de Pittsfield, dans le Massachusetts. Après avoir étudié à l'université du Massachusetts à Amherst, il est diplômé de l'université Notre-Dame en 1990. Durant ses études, il est wide receiver pour les Fighting Irish de Notre-Dame.
Il sert pendant quatre ans dans la United States Air Force. À la fin des années 1990, il travaille pour Rudy Ruettiger (en). Il fonde par ailleurs une société vendant des t-shirts sur des thèmes militaires et patriotiques Virtus Apparel.

### Engagement politique au Texas
Pat Fallon est élu au conseil municipal de Frisco en 2009. Il est maire pro tempore de la ville entre 2011 et 2012.
En 2012, il est élu à la Chambre des représentants du Texas en rassemblant 83,2 % des voix dans le 106e district. Il est réélu avec 69,9 % des suffrages en 2014 et 80,8 % en 2016. À la Chambre des représentants texane, il coécrit des propositions de lois pour interdire d'empêcher les écoliers de célébrer Noël ou encore pour imposer le maintien des monuments confédérés dans l'espace public.
En 2018, Pat Fallon est candidat au Sénat du Texas dans le 30e district. Il se présente face au républicain sortant Craig Estes, qu'il accuse d'être trop absent sur le terrain. Il remporte facilement la primaire républicaine (62 % contre 23 %), puis est élu sénateur avec 73,9 % des suffrages.
En 2019, il envisage de se présenter au Sénat des États-Unis, pour affronter le sénateur républicain John Cornyn et « stimuler la droite ». Il renonce finalement à sa candidature.

### Représentant des États-Unis
Au printemps 2020, John Ratcliffe est nommé directeur du renseignement national, laissant son siège à la Chambre des représentants des États-Unis vacant. Les primaires étant déjà passées, Pat Fallon est désigné candidat aux élections de novembre 2020 par les chefs de precinct républicains du 4e district du Texas. La circonscription, qui occupe le nord-est du Texas, est un bastion conservateur. Pat Fallon est élu représentant des États-Unis en rassemblant environ 75 % des voix face à un candidat démocrate.
Durant l'assaut du Capitole par des partisans de Donald Trump le 6 janvier 2021, il aide la police du Capitole à contenir les manifestants. Après l'assaut, comme la majorité de ses collègues républicains, il vote pour rejeter les résultats de l'élection présidentielle dans au moins un État.
Alors qu'il fait partie de la commission sur les Forces armées, il a reconnu avoir acheté et vendu jusqu'à 1,4 million de dollars d'actions Boeing en 2021 et posséder jusqu'à 50 000 $ d'actions de General Electric, ce qui pourrait le placer en situation conflit d’intérêts, bien que cela ne soit pas illégal aux États-Unis.